# Катастрофа Ан-2 под Каратайкой
Катастрофа Ан-2 под Каратайкой — авиационная катастрофа, произошедшая 9 января 2023 года. Самолёт Ан-2, выполнявший рейс Усть-Кара — Каратайка — Нарьян-Мар, при подлёте к Каратайке попал в сложные метеоусловия, из-за чего произошло обледенение самолёта. Экипаж решил идти на запасной аэродром в Варандей, но самолёт стал терять высоту и совершил жёсткую посадку в 10 километрах от посёлка Каратайка. Погибли второй пилот и пассажирка, 5 человек получили тяжёлые травмы. Вероятной причиной катастрофы стало обледенение самолёта.

## Последствия
Было возбуждено дело о нарушении правил безопасности движения и эксплуатации воздушного транспорта.
10 января было объявлено в Ненецком автономном округе днём траура.

## Героизм при спасении людей
21-летний студент Андрей Хатанзейский, его 14-летний брат Александр Хатанзейский, их 11-летний брат Илья Хатанзейский и оленевод Михаил Янгасов помогли спасти остальных пострадавших. Андрей Хатанзейский, сломавший ногу при жесткой посадке, использовав огнетушитель, потушил горящий двигатель самолёта и одежду командира экипажа. Вместе с братом он вытащил пилотов из кабины; пострадавших пассажиров братьям помог вытаскивать из самолета Янгасов. Чтобы поймать сигнал сотовой связи для вызова спасателей, 14-летний Саша Хатанзейский залез на самолёт. Андрей забрался к нему. Михаил Янгасов вышел навстречу прибывшим на снегоходах через полтора часа спасателям. Три брата Хатанзейских и Янгасов были награждены медалями МЧС России «За спасение на пожаре», затем Александр и Илья Хатанзейские получили памятные медали «За проявленное мужество».